# Erwin Roth

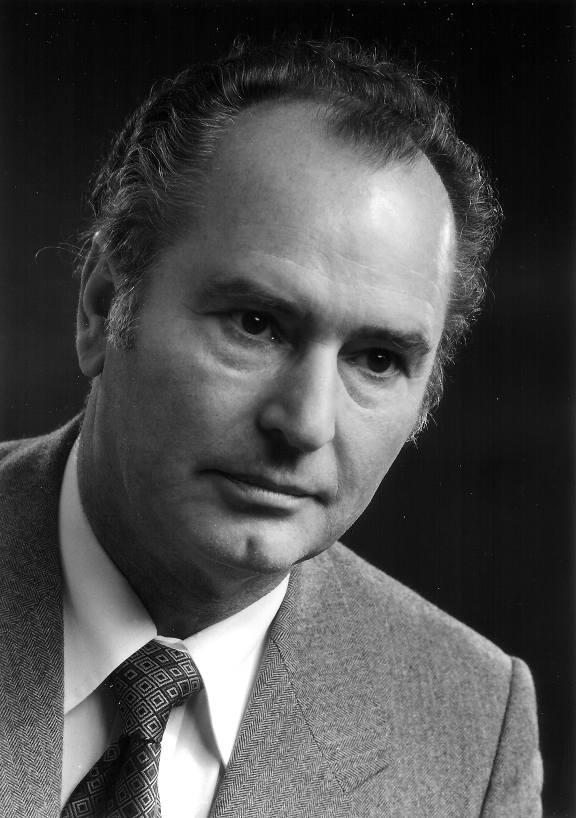
Erwin Roth (1926–1998)

Erwin Roth (* 29. Mai 1926 in Marktbreit am Main; † 7. April 1998 in Salzburg) war deutsch-österreichischer Psychologe. Er war Lehrstuhlinhaber für Psychologie an der Universität Salzburg (1970–1988) und Vorsitzender der Deutschen Gesellschaft für Psychologie (1978-1980).

## Leben
Aus einer fränkischen Winzer- bzw. Handwerkerfamilie kommend, besuchte Roth nach der Volksschule in Marktbreit eine Aufbauschule in Würzburg und wechselte von dort an die Lehrerbildungsanstalt, wobei die Schüler damals kaserniert und uniformiert wurden.
Im Zweiten Weltkrieg wurde Roth 1943 zum Reichsarbeitsdienst und kurz danach zum Wehrdienst eingezogen. Er erhielt eine Ausbildung als Flugzeugführer und bekam 1944 seinen Flugschein. Er wurde aber im Krieg nicht mehr als Flieger eingesetzt, sondern der Fluglehrerschule Brandenburg-Briest zugewiesen. Im April 1945 geriet er in US-amerikanische Kriegsgefangenschaft und wurde danach nach Frankreich ausgeliefert. Er musste zuerst bei einem Bauern und dann unter harten Bedingungen für dreieinhalb Jahre in einem nordfranzösischen Kohlebergwerk arbeiten.
Nach Deutschland zurückgekehrt, holte Roth 1949 das Abitur nach und begann im Wintersemester 1949/50 an der Universität Würzburg unter anderem bei Gustav Kafka zu studieren. Im Jahr 1954 machte er die Diplomprüfung bei Wilhelm Arnold und wurde 1957 an der mit dem Thema Untersuchungen zur Ermittlung der diagnostischen Sicherheit einfacher Eignungsuntersuchungsverfahren promoviert. Roth trat eine Stelle als Forschungsassistent  bei Hans Thomae an der Friedrich-Alexander-Universität an. Ab 1963 war er bei Theodor Scharmann am Institut für Wirtschafts- und Sozialpsychologie tätig. Seine Habilitation erfolgte 1967 an der Universität Erlangen-Nürnberg.

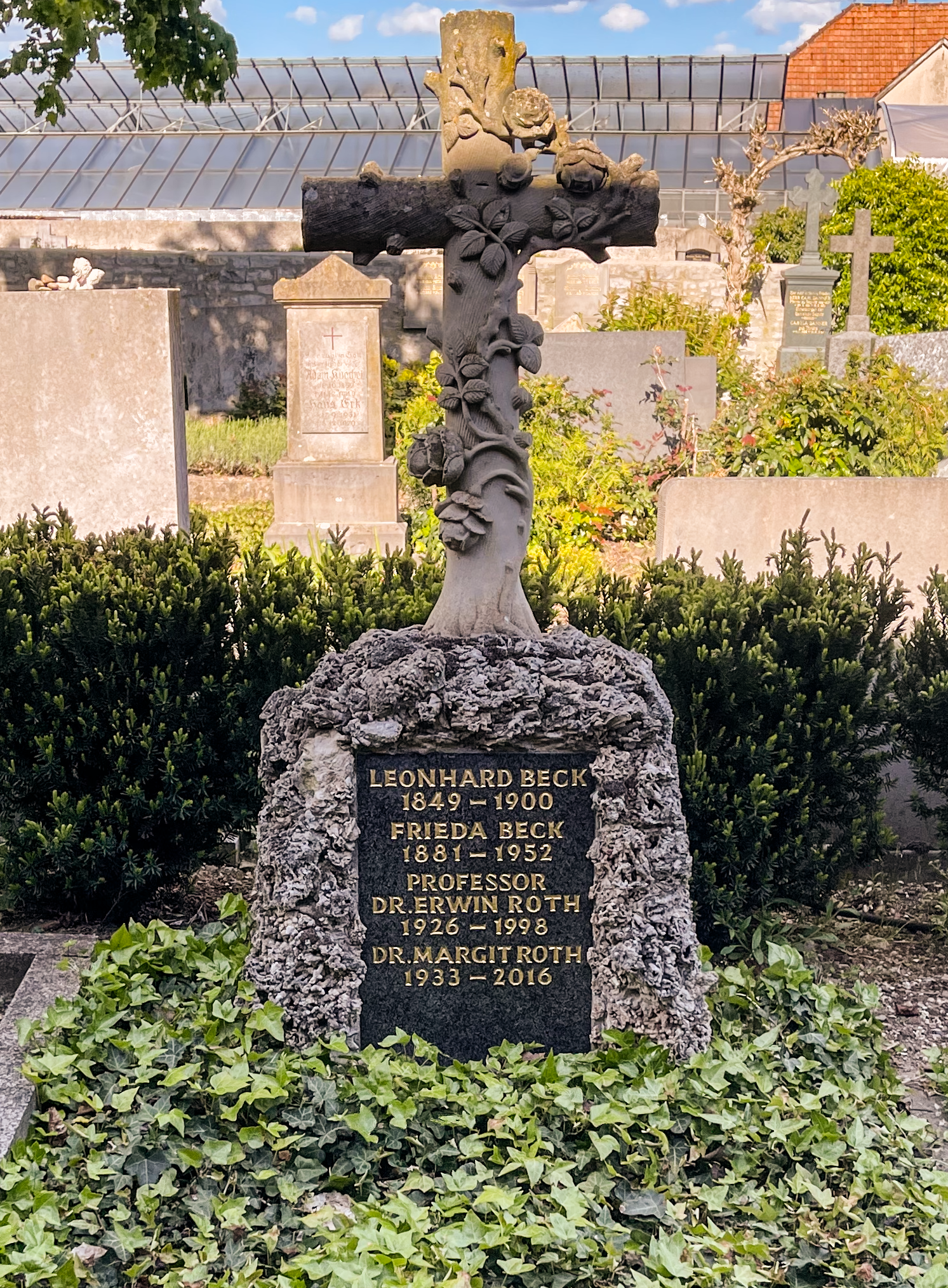
Das Grab Erwin Roths auf dem Friedhof Segnitz

Roth war Leiter des Sozialwissenschaftlichen Forschungszentrums und von 1968–1970 Professor an der Pädagogischen Hochschule der Universität Erlangen-Nürnberg. Im Jahr 1970 wurde er Professor an der Universität Salzburg. Er war von 1976 bis 1977 Gründungsdekan der Naturwissenschaftlichen Fakultät.

## Wissenschaftliche Tätigkeit
Roth war Vertreter einer empirisch-experimentell ausgerichteten Psychologie. Er arbeitete in den Bereichen Intelligenzforschung, Lernfähigkeit und deren Veränderungen im Verlauf der Lebenszeit, Persönlichkeitspsychologie, Organisationspsychologie und Einstellungsforschung. Seine Arbeiten über die Geschwindigkeit der Informationsverarbeitung (Hicksches Gesetz), über Intelligenz und Alterungsprozesse wurden im Rahmen der sogenannten Erlanger Schule der Informationspsychologie erarbeitet. Mit seinen Arbeiten über die Informationsverarbeitungsgeschwindigkeit eröffnete er die Möglichkeit, Intelligenz auf einem höheren Messniveau zu erfassen (Absolutskala), als es mit dem Intelligenz-Quotient (IQ) gelingt. Aufgrund seines Interesses an EEG-Korrelaten der Intelligenz gründete er am Salzburger Institut die Abteilung für Physiologische Psychologie.
Als Schriftführer der Deutschen Gesellschaft für Psychologie richtete er 1974 deren 29. Kongress in Salzburg aus. Roth war 1980 Präsident des 32. Kongresses der Deutschen Gesellschaft für Psychologie in Zürich.
An der Universität Salzburg gründete Roth 1982 ein dem Senat zugeordnetes Forschungsinstitut für Organisationspsychologie für Aufgaben der angewandten Forschung. Es wurde später in die Organisationsstruktur des Instituts für Psychologie eingegliedert.
Roth war Ombudsmann der Landeskrankenanstalten von Salzburg.

## Ausgewählte Schriften
- 1964: Die Geschwindigkeit der Verarbeitung von Information und ihr Zusammenhang mit Intelligenz. Zeitschrift für experimentelle und angewandte Psychologie 11, S. 616–622
- 1967: Einstellung als Determination individuellen Verhaltens. Göttingen: Hogrefe (Habilitationsschrift).
- Hrsg. 1972: Führungskräfte und Führungsstrukturen in Wirtschaftsunternehmen. Forschungsergebnisse des Sozialwissenschaftlichen Forschungszentrum der Universität Erlangen/Nürnberg (Bd. I-IV). Frankfurt am Main: Akademische Verlagsgesellschaft.
- mit Oswald, W. D. & Daumenlang, K. 1972: Intelligenz. Aspekte – Probleme – Perspektiven. Stuttgart: Kohlhammer.
- 1967: Persönlichkeitspsychologie. Stuttgart: Kohlhammer.
- mit Oswald, W. D. (1979). Der Zahlen-Verbindungs-Test (ZVT). Göttingen: Hogrefe.
- Erwin Roth. Wehner, E. 1992: Psychologie in Selbstdarstellungen (S. 245–274). Bern: Huber.
- Hrsg. 1998: Intelligenz. Grundlagen und neuere Forschung. Stuttgart: Kohlhammer.
- mit Heidenreich, K. 1995: Sozialwissenschaftliche Methoden. Lehr- und Handbuch für Forschung (3. völlig überarbeitete Auflage). München: Oldenbourg.
- Hrsg. 1989: Organisationspsychologie. Enzyklopädie der Psychologie, Bd. 3 – Wirtschafts-, Organisations- und Arbeitspsychologie. Göttingen: Hogrefe.